# Grasbreeksteeltje
Het grasbreeksteeltje (Conocybe velutipes) is een schimmel behorend tot de familie Bolbitiaceae. Hij leeft saprotoof op humeuze grond in grasland, volgens vooral op basische bodems.

## Kenmerken

### Uiterlijke kenmerken
Hoed
De hoed heeft een diameter van 1–2 cm. De vorm is eerst kegelvormig en wordt breder kegelvormig. Hij is droog en fijn gestreept vanaf de rand tot bijna het midden. De kleur is dofbruin, verbleekt naar geelbruin met een donker centrum.
Lamellen
De lamellen zijn aangehecht aan de steel, dicht opeen, aanvankelijk dezelfde kleur als de hoed, later kaneelkleurig.
Steel
De steel is 4–6 cm lang, 0,5–1,5 mm dik, fijn behaard, fragiel, min of meer gelijk van vorm. De kleur is bruinachtig met witte mycelium aan de basis.
Sporenprint
De sporenprint is kaneelbruin.

### Microscopische kenmerken
De sporen zijn ellipsvormig, met een porie, glad, oranjebruin in KOH en meten 9,5-12,5 x 6-8 μm (MushroomExpert noemt 11–13 x 7–8 µm). De cheilocystidia zijn lecythiform (met een smalle hals en ellipsoïde onderkant) en meten 15–22 x 7–10 µm (kop 3-4 μm  breed). Pleurocystidia  zijn niet aanwezig. Caulocystidia zijn subcilindrisch of sublageniform, glad, hyaliene in KOH en meten 15–20 x 5–8 µm. De basidia zijn 4-sporig.

## Verspreiding
In Nederland komt het grasbreeksteeltje zeldzaam voor.